# Decreto 900
El decreto 900 o ley de reforma agraria en Guatemala fue una de las metas principales del gobierno del coronel Jacobo Árbenz Guzmán (1951-1954), con la que pretendía evitar que hubiera una relación de latifundio-minifundio, la cual se había hecho común en Guatemala a partir de la promulgación del Decreto 170 —o Ley de Redención de Censos— por el gobierno del general Justo Rufino Barrios en 1877, y las concesiones que este y los gobiernos liberales que le siguieron hicieron a ciudadanos alemanes y a la compañía estadounidense United Fruit Company.
La modificación de la tenencia de la tierra se lograría al expropiar tierras ociosas de los grandes latifundistas para poder darlas en usufructo a quienes no las tuvieran. Dicho procedimiento se lograba por medio de los Comités Agrarios Locales, los cuales recibían denuncias de tierras en estado ocioso, que pasaban a los Comités Departamentales y finalmente al Departamento Agrario Nacional. La reforma pretendía permitir a los campesinos tener tierras para trabajarlas y darles la oportunidad de tener más ingresos. La Reforma Agraria causó numerosos cambios en Guatemala ya que muchos campesinos fueron beneficiados de la reforma, a costa de los dueños de las tierras ociosas. Pero por el impacto en las tierras de la United Fruit Company (UFCO) en 1954, la oposición encontró el patrocinador que necesitaba para obligar al presidente Árbenz a renunciar la presidencia: la CIA —de la que varios funcionarios tenían fuertes intereses en la United Fruit Company o en el Departamento de Estado estadounidense— organizó el plan Operación PBSUCCESS que terminó con la invasión liderada por el coronel Carlos Castillo Armas quien derogó la Ley de Reforma Agraria y restauró las tierras a los propietarios que las habían obtenido durante los gobiernos liberales que se iniciaron en 1871, empezando por la UFCO.

## Motivaciones
El Decreto 900 intentó transformar y revolucionar las relaciones sociales en el agro guatemalteco principalmente y se convirtió, en medio del
ambiente internacional de la Guerra Fría y el Macartismo en Estados Unidos, en el único suceso histórico-político que llevó a enfrentar frontalmente las causas profundas de la pobreza contenidas en la exclusión y la concentración de la tierra en Guatemala. Tanto los revolucionarios como los anticomunistas o liberacionistas se vieron de pronto enfrascados en una lucha de clases que radicalizó todos los ámbitos de la vida guatemalteca.

## Contexto histórico
A raíz de la crisis económica derivada de la quiebra de la Bolsa de Valores de Nueva York en 1929, la economía guatemalteca cayó en una grave crisis. El reglamento de jornaleros impuesto por el general Justo Rufino Barrios ya no era suficiente para proveer a las fincas cafetaleras de mano de obra suficiente, y el gobierno del general Jorge Ubico lo derogó, sustituyéndolo por la ley de vagancia, la cual forzaba a los jornaleros a demostrar que habían hecho 100 jornales en el año, o de lo contrario eran obligados a trabajar gratuitamente en la construcción de caminos.  Esto aumentó la producción, pero originó un flujo de campesinos, de municipios cercanos a la capital que fueron a establecerse en la Ciudad de Guatemala en donde no existía un desarrollo industrial suficiente para absorber esa mano de obra inmigrante; los inmigrantes rurales se vieron obligados a establecer pequeños negocios o dedicarse a ciertos servicios.
Cuando estalló la Segunda Guerra Mundial los Estados Unidos dispusieron realizar la construcción de una ruta militar de emergencia hasta el Canal de Panamá. La política militar norteamericana necesitaba asegurarse de puentes aéreos y como México no les permitió establecer bases aéreas en su territorio ampliaron las instalaciones aeronáuticas de Guatemala de modo que fuese una especie de paso de tránsito de su fuerza aérea hacia el canal. Estas construcciones, aunadas con la infraestructura que el propio general Ubico impulsó creó una incipiente mano de obra para la construcción en el país.
Los grupos minoritarios de familias herederas de los colonizadores hispanos amalgamadas con los líderes de la Reforma Liberal de 1871 eran los poseedores de las principales fuentes de riqueza del país, esencialmente la explotación del café, que había pasado a ser el principal producto de exportación desde el gobierno de Barrios.  Durante el gobierno del licenciado Manuel Estrada Cabrera, se hicieron considerables concesiones para la explotación del café a personas de origen alemán, y grandes extensiones de Izabal y Escuintla a la United Fruit Company, que se estableció en Guatemala por la política norteamericana de pacificar la región centroamericana mientras duraba la construcción del Canal de Panamá. Estrada Cabrera buscó la alianza con los norteamericanos, con la esperanza de que éstos lo apoyaran militarmente, en caso de que Inglaterra pretendiera invadir a Guatemala para obligarla a pagar la deuda que esta tenía con los bancos de aquella nación.

### La United Fruit Company
Hasta el gobierno arbencista, la United Fruit Company (UFCO) había operado prácticamente sin molestias en Guatemala.  El modus operandi de la UFCO fue expuesto en la siguiente conversación que aparece en la obra de teatro El tren amarillo por el autor guatemalteco -y exministro de educación y embajador de los gobiernos revolucionarios de Juan José Arévalo y Jacobo Árbenz Guzmán- Manuel Galich.  En la conservación, Mr. Whip representa al gerente de la UFCO en un país latinoamericano y Mr. Bomb al presidente de la casa matriz en Boston.
| Mr. Whip: «Todos los rivales aplastados. Es nuestra, exclusivamente nuestra esa riqueza inagotable. Solos, solos en el Caribe fecundo. Las rutas abiertas a nuestro avance, hacia el infinito. Gracias a nuestros ferrocarriles.» Mr. Bomb: «Mejor dicho a nuestras finanzas, Mr. Whip.» Mr. Whip: «Buenas tardes, Mr. Bomb.» Mr. Bomb: «Las finanzas son una suerte de magia extraordinaria. Un montón de papeles viejos se transforman en millones de dólares. He aquí como. Este montón de papeles son los bonos de una vieja deuda del Gobierno, la cual no ha pagado ni el principal, ni los intereses. Naturalmente no valen nada y por nada los hemos comprado nosotros, los tenedores. Proponemos una ventajosa operación al Gobierno, que éste acepta razonablemente: consolidar de la deuda. Gran beneficio para el deudor y bonos nuevos para nosotros. Como financiadores de la consolidación cobramos los gastos de ésta. Y como tenedores de los nuevos bonos cobramos dos años anticipados de intereses. ¿Cómo? Con los propios bonos de la nueva emisión. Honorable, lícito y ventajoso para el gobierno. Intereses posteriores se garantizarán, por ejemplo pignorándose los ingresos de las Aduanas. Ahora bien, a cambio del inapreciable servicio de la consolidación, el Gobierno autoriza la constitución de una Compañía, que concluya el ferrocarril. Las acciones e esa Compañía se distribuyen en tres partes. Una, para los contratistas del ferrocarril, que somos nosotros, por su trabajo. Otra para los tenedores de la antigua deuda, por los intereses que se les adeudaban, que también somos nosotros. Y otra parte para el Gobierno por haber construido casi todo el ferrocarril. A cada uno lo suyo. ¡Somos acreedores de la deuda y dueños del sesentiséis por ciento de las acciones del ferrocarril! ¡Se nos ha traspasado el ferrocarril, sin reclamo, ni gravamen alguno! Eso comprende el muelle. Las propiedades, el material rodante, los edificios, las líneas telegráficas, los terrenos, las estaciones, los tanques y los hombres. Miles de hombres para hace rodar el ferrocarril. Exenciones de impuestos de importación de cuanto necesitamos para el ferrocarril. A los noventinueve años lo deolveremos. Pero no gratis. Ya habrá transportado millones de toneladas de banano, lo que se traduce en mies de millones de dólares para la Compañía. He aquí lo que importa un montón de papeles viejos de una vieja deuda externa. Y además, una página en la historia para el Gobierno que consolidó la deuda pública y construyó el ferrocarril para felicidad de la Nación. ¿Ha visto?» Mr. Whip: «¡Es admirable!» Mr. Bomb: «Le corresponde a usted el otro frente. Diríamos el administrativo, por llamarlo de algún modo. Y lo hace muy bien. Me felicito, míster, de haberlo descubierto hace diez años. Su conocimiento de estas tierras y de los hábitos del país han sido una valiosa contribución al éxito. Por eso es usted un alto funcionario y un fuerte accionista.» Mr. Whip: «¡Asombroso, Mr. Bomb!» Mr. Bomb: «Pero todo eso hay que conservarlo y engrandecerlo, Mr. Whip. El Pacífico nos espera. ¿Qué hace falta?» Mr. Whip: «Que no haya ni una voz en contra. Ni un diputado, ni un diario, nada.» Mr. Bomb: «Instaure un gobierno más enérgico. Usted tiene al hombre.» Mr. Whip: «¿Quién?» Mr. Bomb: «Ese que da órdenes por teléfono.» Mr. Whip: «¿Bracamonte? Imposible. Es analfabeto.» Mr. Bomb: «En un país de analfabetos, el Presidente debe ser un analfabeto. Inobjetablemente democrático.» Mr. Whip: «¿Y la opinión internacional?» Mr. Bomb: «¿La opinión internacional? ¡Qué cosas se le ocurren! Usted necesitas unas vacaciones, Míster Whip. No le hace bien a la mollera el sol del trópico. ¿Ignora usted que nuestras cadenas de diarios son tan poderosamente mágicas como las finanzas? Bracamonte analfabeto se convierte en Bracamonte patriota ilustre. ¡Es un truco de aficionados, míster Whip! Póngale en las manos la bandera del Partido Liberal.» Mr. Whip: «Es el que está en el poder.» Mr. Bomb: «Entonces póngale la del Conservador. Siempre habrá una razón democrática. Adelante míster Whip. Usted es el dueño del futuro.» El frente de las finanzas y el de las noticias están en nuestras manos. Haga usted lo suyo, míster Whip.» Mr. Whip: «OK. - hablándole a Bracamonte- Coronel, ¿le gustaría ser Presidente?» —Manuel Galich El tren amarillo, drama del Caribe en tres actos Buenos Aires, 8 de agosto de 1954 |

### Cambios promovidos por el régimen arevalista
Tras el derrocamiento del régimen de Ubico, el gobierno revolucionario transformó el papel del Estado en relación con el régimen económico hacendario por medio de los siguientes artículos de la nueva Constitución Política de Guatemala:
- Artículo 88. “El Estado orientará la economía nacional en beneficio del pueblo, a fin de asegurar a cada individuo una existencia digna y provechos para la colectividad. Es función primordial del Estado, fomentar las actividades agropecuarias y la industria en general procurando que de frutos del trabajo beneficien de preferencia a sus productores y la riqueza alcance al mayor número de habitantes de la República”.

- Artículo 89. Son bienes de la nación:
  1. Los de dominio público
  2. Las aguas de la zona marítima que de a las costas de la República, las riberas de los lagos y ríos navegables; los ríos y lagos navegables o flotables, los ríos de cualquier clase que sirvan de límites a la República y las caídas de agua de aprovechamiento industrial de la forma que determine la ley, la que, asimismo, establecerá la extensión condiciones, de dominio sobre estos bienes.
  3. Los que constituyen el patrimonio del Estado y del Municipio
  4. La zona marítima-terrestre sobre las costas de la República, en la extensión fijada por la ley.
  5. La atmósfera y la estratosfera situadas sobre el territorio nacional. Su tránsito y aprovechamiento, se regularán por la ley y los tratados internacionales.
  6. Los ingresos fiscales y municipales, originarios de derecho público.
  7. El subsuelo de la nación, los yacimientos de aguas, hidrocarburos y los minerales, así como todas las sustancias orgánicas que determine la ley y
  8. Todos los demás bienes existentes en el territorio nacional, que señalan las leyes y que no sean de propiedad particular individual o colectiva.

- Artículo 90: “El Estado reconoce la existencia de la propiedad privada y la garantiza como función social más limitaciones que las determinadas en la ley, por motivos de necesidad o utilidad públicas o de instancia nacional.

- Artículo 91: Los latifundios existentes por ningún motivo podrán ensancharse, y mientras se logra su redención en beneficio de la colectividad, serán objeto de gravámenes en la forma que determina la ley.  El Estado procurará que la tierra se reincorpore al patrimonio nacional.  Solo los guatemaltecos a que se refiere el artículo 6 de esta Constitución[e]

### Posición de las élites guatemaltecas
El 31 de mayo de 1952, al enterarse de lo dispuesto en la Reforma Agraria, el influyente periodista Clemente Marroquín Rojas escribió en su editorial que muchos de los miembros de las clases altas que fueron arbencistas en las elecciones de noviembre, entre ellos Asturias y Beltranena, lo fueron porque estaban seguros de que Árbenz era un hombre de la derecha y que no podía ser marxista por ser militar, estar casado con una dama de sociedad asociada a capitalista y gusta de la «buena vida»; Marroquín Rojas explicó en ese editorial que él había conocido al verdadero Árbenz en las juntas del consejo de ministros del presidente Juan José Arévalo:  un hombre que le inspiraba un gran aprecio en lo personal, pero que era firme en sus convicciones extremistas y que no las dejaría de lado hasta que fuera derrocado.  Finalmente, indicó que ya no había posibilidad de compromiso entre el gobierno arbencista y las élites guatemaltecas. En el editorial de Marroquín Rojas quedó definida la posición de la élite, pues ésta comprendió que no podría acceder al poder por medios democráticos.

## Decreto número 900
La política agraria buscaba modificar el régimen de tenencia de la tierra, considerado como la columna vertebral del poder oligárquico y extranjero en el país, sostén de las sucesivas dictaduras y un factor de atraso nacional. Cuando se realizaron los censos estadísticos panamericanos de 1950 y se conocieron sus resultados, las presunciones sobre el grado de concentración de la propiedad de la tierra y las abismales desigualdades en el campo se convirtieron en certezas. En ese año el Banco Internacional de Reconstrucción y Fomento (BIRF) elaboró un estudio en el que criticaba acerbamente las desigualdades de la vida guatemalteca y recomendaba adoptar una serie de políticas; entre ellas, un cambio en la tenencia de la tierra para estimular la agricultura campesina y ampliar el mercado interno.
 El Congreso De La República De Guatemala, 
ARTÍCULO 1. La Reforma Agraria de la Revolución de octubre tiene por objeto liquidar la propiedad feudal en el campo y las relaciones de producción que la originan para desarrollar la forma de explotación y métodos capitalistas de producción en la agricultura y preparar el camino para la industrialización de Guatemala.
ARTÍCULO 2. Quedan abolidas todas las formas de servidumbre y esclavitud, y por consiguiente prohibidas las prestaciones personales gratuitas de los campesinos mozos colonos y trabajadores agrícolas, el pago en trabajo del arrendamiento de la tierra y los repartimiento de indígenas cualquiera que sea la forma en que subsistan. El pago en especie del arrendamiento solo se permitirá en las tierras no cultivadas y que no sean afectables por la Reforma Agraria, no pudiendo exceder la renta del 5% de la cosecha. Cuando la renta se pague en dinero en las tierras a que se refiere el párrafo anterior, la misma no podrá ser tampoco mayor del 5% sobre el valor de la cosecha. 
ARTÍCULO 3. Son objetivos esenciales que la Reforma Agraria debe realizar: 
a) Desarrollar la economía capitalista campesina y la economía capitalista de la agricultura en general;
b) Dotar de tierra a los campesinos, mozos colonos y trabajadores agrícolas que no la poseen, o que poseen muy poca;
c) Facilitar la inversión de nuevos capitales en la agricultura mediante el arrendamiento capitalista de la tierra nacionalizada;
d) Introducir nuevas formas de cultivo, dotando, en especial a los campesinos menos pudientes, con ganado de laboreo, fertilizantes, semillas y asistencia técnica necesaria; y
e) Incrementar el crédito agrícola para todos los campesinos y agricultores capitalistas en general.
ARTÍCULO 4. Las tierras cuya expropiación se ordene para realizar los objetivos señalados en los artículos anteriores y demás que persigue esta ley, quedan nacionalizadas e incorporadas al patrimonio de la Nación. El Estado, por medio del Departamento Agrario Nacional concederá a los campesinos, mozos colonos y trabajadores agrícolas que lo soliciten, el usufructo vitalicio de tales tierras o el arrendamiento de ellas, durante el término que en cada caso se establezca. A los agricultores capitalistas solamente podrá concedérseles en arrendamiento. El Departamento Agrario Nacional también podrá otorgar en propiedad, parcelas de tierra a los campesinos, mozos colonos y trabajadores agrícolas, hasta extensiones no mayores de dieciocho hectáreas (25 manzanas), pero en este caso la expropiación se hará a favor de los beneficiados y no en beneficio de la Nación.
ARTÍCULO 5. La expropiación a que se refiere la presente ley decretada por interés social se consumará previa indemnización, cuyo importe será cubierto con "Bonos de la Reforma Agraria" redimibles en la forma que determina la Ley.

## Aplicación
Las fincas menores de 90 hectáreas no estaban afectadas por la ley, ni las de menos de 200 hectáreas que estuviesen cultivadas, al menos en sus dos terceras partes. Tampoco las grandes propiedades en producción, cualquiera fuera su tamaño; pero al prohibirse el colonato y la aparcería, se intentaba obligar a los terratenientes a invertir en salarios. Durante los 18 meses de aplicación de la reforma agraria, se repartieron entre 603 y 615 hectáreas de tierras particulares (10% del total de dichas propiedades); 280 mil hectáreas de tierras nacionales; y se concedieron créditos para apoyar la producción. A la compañía bananera United Fruit Company (UFCO), que mantenía sin cultivar el 85% de sus 220 mil hectáreas, se le expropiaron 156 mil hectáreas; es decir el 64% de su superficie.  Los terratenientes afectados recibieron un pago en bonos del Estado, según el valor fiscal de la propiedad reportado durante los tres años anteriores (en general cifras drásticamente subvaluadas) con una tasa anual de interés del 3%. Para 1954 se habían beneficiado más de 138 mil familias campesinas, de las cuales la inmensa mayoría eran indígenas.  Esto podía traducirse en un estimado de medio millón de personas, para un país que contaba con tres millones de habitantes. Más de la mitad de los beneficiarios obtuvieron también créditos agrícolas. Así se explica en parte el impacto del programa de reforma agraria entre los campesinos.
La aplicación del referido programa representó un fuerte desafío a la estructura de poder tradicional en el campo, no solo por la reestructuración de la tenencia de la tierra, sino porque la Ley de Reforma Agraria impulsó la organización de Comités Agrarios Locales en cada finca, favoreciendo que se crearan estructuras de poder local alternativo. La reforma se canalizó a través de dichos comités, cuyo número hasta diciembre de 1953 era de 1496.  Muchos estuvieron influidos por el comunista Partido Guatemalteco del Trabajo (PGT), aunque adquirieron dinámicas propias en los ámbitos locales. Algunos se constituyeron en foros activos de participación democrática en una época caracterizada por una gran efervescencia política; otros se derivaron en espacios de conflicto y corrupción.

### Problemas con su aplicación
La aplicación del referido programa representó un fuerte desafío a la estructura de poder tradicional en el campo, no solo por la reestructuración de la tenencia de la tierra, sino porque la Ley de Reforma Agraria impulsó la organización de Comités Agrarios Locales en cada finca, favoreciendo que se crearan estructuras de poder local alternativo. La reforma se canalizó a través de dichos comités, cuyo número hasta diciembre de 1953 era de 1496.  Muchos estuvieron influidos por el comunista Partido Guatemalteco del Trabajo (PGT), aunque adquirieron dinámicas propias en los ámbitos locales. Algunos se constituyeron en foros activos de participación democrática en una época caracterizada por una gran efervescencia política; otros se derivaron en espacios de conflicto y corrupción.
Pero hubo numerosos problemas con la Reforma Agraria: A pesar de que la intención de los promotores de enajenar únicamente las tierras ociosas de las grandes fincas, en muchas regiones las comunidades intentaron resolver viejos conflictos locales a través de ella. Asimismo, se produjeron denuncias y ocupaciones de tierras no afectables, así como casos de irregularidades en la distribución de las parcelas.  Episodios de esta índole fueron consecuencia, entre otras razones, de la deficiente información que existía sobre la ley, de su errónea comprensión o interpretación por parte del campesinado, de la falta de experiencia de la incipiente organización campesina y de la politización del proceso en su conjunto. A las tensiones que desató la Reforma Agraria deben sumarse los problemas provenientes de un sistema judicial incapaz de aplicar la ley y de resolver los conflictos derivados de su aplicación: los conflictos entre los diferentes sectores llegaron a su punto culminante en un enfrentamiento entre el Ejecutivo y la Corte Suprema de Justicia; la confrontación se produjo debido a un recurso de amparo que finalmente aceptó la Corte Suprema de Justicia y que llevó a la destitución de ésta por parte del Congreso.

#### Interpretación incorrecta
A pesar de que la intención de los promotores de la Ley de Reforma Agraria fue la de enajenar únicamente las tierras ociosas de las grandes fincas, en muchas regiones las comunidades intentaron resolver viejos conflictos locales a través de ella, como los problemas que planteaban las tierras comunales. Uno de esos problemas tuvo lugar en el municipio de Cantel, Quetzaltenango, donde se solicitó la devolución de tierras adjudicadas por Justo Rufino Barrios en 1877 a una comunidad ladina y que los indígenas reclamaban como propias. La resolución de la Comisión Agraria Departamental en 1953 favoreció a estos últimos. Asimismo, en otras ocasiones se produjeron denuncias y ocupaciones de tierras no afectables, así como casos de irregularidades en la distribución de las parcelas.  Episodios de esta índole fueron consecuencia, entre otras razones, de la deficiente información que existía sobre la ley, de su errónea comprensión o interpretación por parte del campesinado, de la falta de experiencia de la incipiente organización campesina y de la politización del proceso en su conjunto. Ello contribuyó a «crear tensiones entre los mismos revolucionarios, en la medida en que las acciones del Gobierno no satisfacían las expectativas de las organizaciones comunitarias».

#### Ineficiencia del poder judicial
A las tensiones que desató la Reforma Agraria deben sumarse los problemas provenientes de un sistema judicial incapaz de aplicar la ley y de resolver los conflictos derivados de su aplicación. Esa ineficacia ayudó, en gran medida, a crear más tensiones entre los sectores que impulsaban la reforma y las comunidades donde ésta se aplicaba. Los conflictos entre los diferentes sectores llegaron a su punto culminante en un enfrentamiento entre el Ejecutivo y la Corte Suprema de Justicia. La confrontación se produjo debido a un recurso de amparo que finalmente aceptó la Corte Suprema de Justicia y que llevó a la destitución de ésta por parte del Congreso. Este incidente aumentó las dudas sobre la legitimidad de la Reforma Agraria.

#### Temor al comunismo
Los terratenientes guatemaltecos y directivos de la United Fruit Company- estaban completamente en contra de la Revolución de Octubre y de las reformas impulsadas por los gobiernos de Juan José Arévalo y de Jacobo Árbenz Guzmán.  Luego de la elección de Árbenz en 1950, la élite guatemalteca estaba desesperada; con el nuevo presidente muchos miembros de dicha élite habían tenido la esperanza de que este diera marcha atrás a las medidas impuestas por el presidente Arévalo, a quien tildaban de comunista; la imagen de Árbenz los había convenció de ello:  el coronel guatemalteco estaba casado con María Cristina Vilanova, una dama de la más alta sociedad salvadoreña, era un oficial del ejército, vivía en una mansión en la zona 10 de la Ciudad de Guatemala y tenía fisonomía aristocrática.  Pero sus esperanzas se vieron frustradas cuenta Árbenz apoyó la organización del comunista Partido Guatemalteco del Trabajo y luego impulsó el Decreto 900 de la Reforma Agraria. Ante esta situación, la única motivación clara de los opositores era la defensa implacable de los privilegios de que habían disfrutado hasta entonces en Guatemala -por sobre los indígenas y mestizos- y enarbolaron la bandera del anticomunismo para justificar su lucha.  Iniciaron una campaña intensa de desprestigio contra el gobierno arbencista; los periodistas e intelectuales estadounidenses de la época, aparte de apoyar el anticomunismo en el país, indicaban que era muy fácil determinar qué era lo que disgustaba a la oposición, pero nunca lo que ésta proponía; los grupos opositores no tenían un programa constructivo o positivo para el país, ya que únicamente los motivaba conservar su estilo de vida.

## Efectos

### Efectos positivos
El decreto 900 creó la posibilidad de ganancia de cultivos para los trabajadores de campo que no tenían tierras anteriormente.  Asimismo, el efecto que tuvo esta ley en el mercado de factores de producción es parecido al que se dio en Europa después de la peste bubónica: después de la plaga, en la que murió entre un tercio de la población de Europa, la cantidad de terratenientes disminuyó, lo que liberó muchas de las tierras e incrementó la oferta terrenal, bajó su precio y volvió la adquisición más accesibles para campesinos. Al mismo tiempo, muchos de los campesinos murieron también debido a la plaga, por lo que la fuerza laboral disminuyó. Este desplazamiento de la oferta de trabajadores aumentó los salarios de estos. Los efectos económicos posteriores a la plaga en Europa son muy similares a los ocasionados por la reforma agraria en Guatemala: durante la primera cosecha después de la implementación de la ley, el ingreso promedio del campesino aumentó de Q225.00 anuales a Q700.00 anuales. Algunos analistas dicen que las condiciones en Guatemala mejoraron después de la reforma y que hubo una «transformación a fondo de la tecnología agrícola como resultado de la disminución en la oferta de mano de obra». El aumento del nivel de vida también sucedió en Europa en el siglo xv, y al mismo tiempo se dieron avances tecnológicos de gran magnitud. Los faltantes de fuerza laboral después de la peste fue «la madre de las invenciones». Los beneficios no fueron limitados únicamente a la clase trabajadora de los campos, se encontraban por primera vez desde el gobierno del capitán general Rafael Carrera en una posición en la que eran tratados con respeto y dignidad. Por su parte, la clase media disfrutaba de beneficios que le permitían progresar y era leal al gobierno de Árbenz.

### Derrocamiento del régimen arbencista

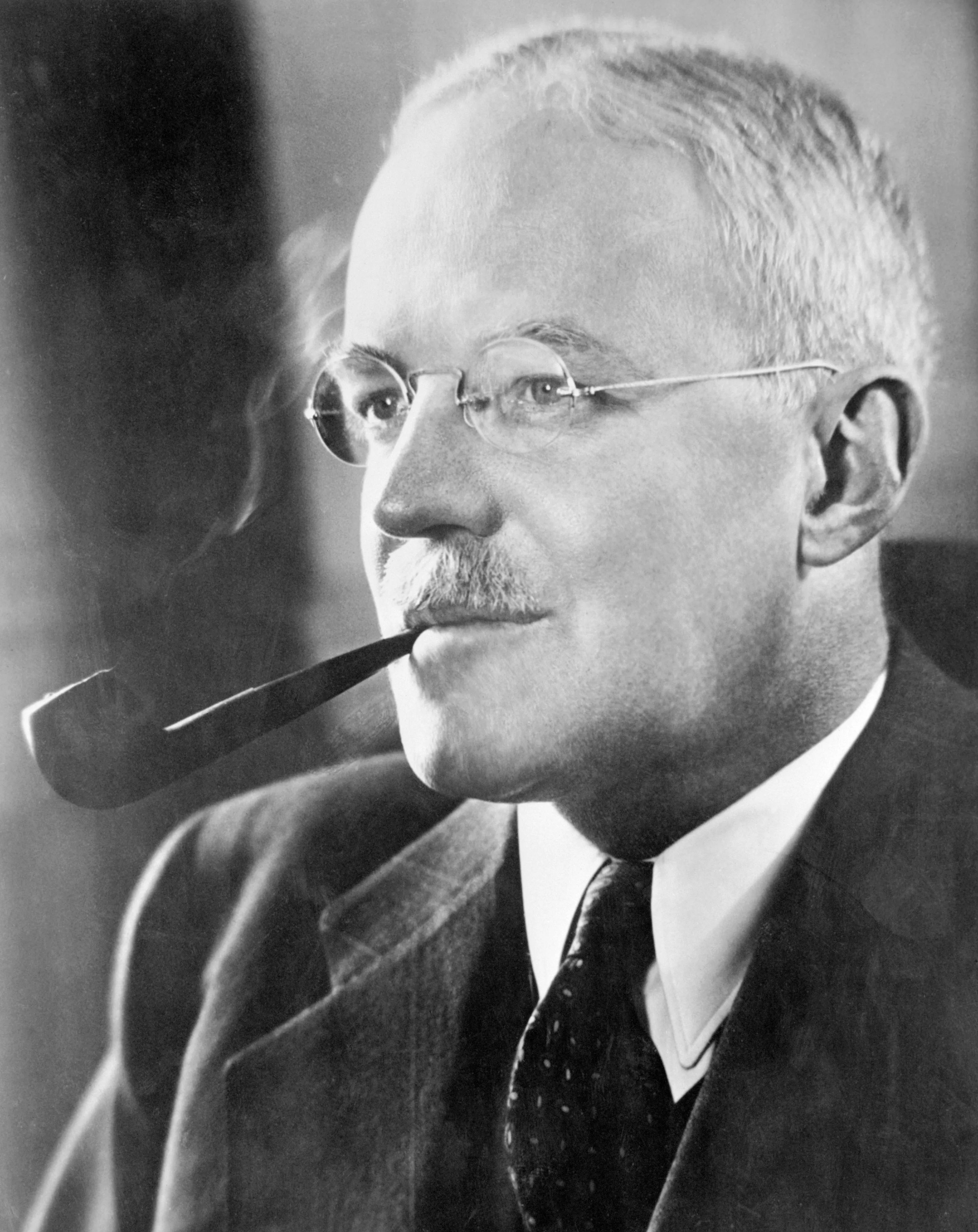
Allen Dulles, director de la CIA cuando ocurrió la Operación PBSUCCESS. Junto con su hermano, el Secretario de Estado estadounidense John Foster Dulles habían estado ligados a la United Fruit Company por 38 años.

En cuanto al sistema de expropiación utilizado, este estaba basado en las reformas agrarias que los Estados Unidos habían realizado en Formosa y Japón y que estipulaban el pago en bonos a veinticinco años con una tasa del 3 por ciento anual.  Ahora bien, empresas como la United Fruit Company llevaban años de mantenerse evadiendo impuesto reportando un costo muy bajo de sus propiedades.  En marzo de 1953, Arbenz ratificó la expropiación de 234,000 acres de tierras ociosas de la frutera en su plantación de 295,000 acres en Tiquisate  y en febrero de 1954, la UFCO perdió 173,000 acres ociosos de sus plantaciones en Bananera; basado en el valor reportado al fisco, el gobierno de Guatemala compensó a la frutera con el pago de 1.185 millones de dólares, que fue el valor reportado el 10 de mayo de 1952.  La UFCO protestó y -con el apoyo del Departamento de Estado estadounidense, dirigido por el accionista de la UFCO John Foster Dulles- reclamó el pago del valor real, que era de 19.35 millones de dólares.
La Reforma Agraria causó numerosos cambios en Guatemala pues muchos campesinos fueron beneficiados de la reforma, a costa de los dueños de las tierras ociosas; pero por el impacto en las tierras de la United Fruit Company (UFCO) en 1954, la oposición encontró el patrocinador que necesitaba para obligar al presidente Árbenz a renunciar la presidencia: la CIA -de la que varios funcionarios tenían fuertes intereses en la United Fruit Company o en el Departamento de Estado estadounidense- organizó el plan Operación PBSUCCESS que terminó con la invasión liderada por el coronel Carlos Castillo Armas quien inmediatamente derogó la Ley de Reforma Agraria.
Los oficiales del gobierno norteamericano tenían pocas pruebas del crecimiento de la amenaza comunista en Guatemala, pero sí una fuerte relación con los personeros de la United Fruit Company, demostrando la fuerte influencia que los intereses corporativos tenían sobre la política exterior norteamericana:
- El Secretario de Estado norteamericano John Foster Dulles era un enemigo declarado del comunismo y un fuerte macartista, y su firma de abogados Sullivan and Cromwell (en inglés) ya había representado los intereses de la UFCO y hecho negociaciones con gobiernos guatemaltecos;[26]
- Por su parte, su hermano Allen Dulles era el director de la CIA y además, miembro del consejo directivo de la UFCO.[h] Junto a su hermano, estuvo en la planilla de la UFCO durante 38 años.[26]
- El hermano del Subsecretario de Estado para Asuntos Interamericanos John Moors Cabot (en inglés) había sido presidente de la «frutera» y
- Ed Whitman, quien era el principal lobista de la United Fruit ante el gobierno, estaba casado con la secretaria personal del presidente Eisenhower, Ann C. Whitman (en inglés).[30]